# Parque Quase-Nacional Kongō-Ikoma-Kisen
O Parque Quase-Nacional Kongo-Ikoma é um parque quase-nacional localizado nas prefeitursa japonesas de Nara e Osaka. Estabelecido em 10 de abril de 1958, tem uma área de 15 564 hectares.